# 21e étape du Tour de France 2019
Pour un article plus général, voir Tour de France 2019.
La 21e étape du Tour de France 2019 se déroule le dimanche 28 juillet 2019 entre Rambouillet et l'avenue des Champs-Élysées à Paris, sur une distance de 128 kilomètres. Comme en 2013, l'étape est courue en semi-nocturne avec un départ prévu à 18h de Rambouillet pour une entrée sur le circuit des Champs-Élysées aux environs de 20h15 et une arrivée une heure plus tard.

## Parcours
Au lendemain d'une étape alpestre, la dernière étape de ce Tour de France part de Rambouillet, dans les Yvelines, après un transfert aérien. La course se termine à Paris, sur l'avenue des Champs-Élysées, lieu d'arrivée de la « grande boucle » depuis 1975. C'est la troisième fois que Rambouillet accueille le départ d'une étape : les éditions 1966 et 2012 s'étaient également conclues par un parcours entre cette ville et Paris. La première moitié du parcours de 128 km emmène le peloton vers Paris en passant par la vallée de Chevreuse. Les deux dernières côtes du classement de la montagne, toutes en quatrième catégorie, y sont disputées à Saint-Rémy-lès-Chevreuse et Châteaufort. À Paris, huit tours d'un circuit de 6,5 km sont effectués. Ce circuit diffère de celui des éditions précédentes, passant notamment devant le palais du Luxembourg et dans la cour du musée du Louvre. Un sprint intermédiaire est à disputer au 90e kilomètre, sur les Champs-Élysées,,.

## Déroulement de la course
La dernière étape, par sa nature de célébration, ne change pas la hiérarchie et n'a qu'un seul intérêt, celui de la victoire d'étape sur les Champs-Élysées. Le peloton, partant de Rambouillet, roule assez lentement et Tim Wellens passe pour la treizième fois en tête d'une côte répertoriée dans ce Tour, sans avoir réussi à récupérer la tunique blanche à pois rouges. À l'entrée dans Paris, le tempo accélère et les Ineos, comme le veut la tradition, passent en tête au premier passage sur la ligne d'arrivée. Quatre coureurs parviennent à s'échapper : Nils Politt, Jan Tratnik, Omar Fraile et Tom Scully. Malgré plusieurs tours en tête, leur avance ne dépasse jamais les 30 secondes et les fuyards sont rattrapés dans l'avant-dernier tour de circuit. Sonny Colbrelli et Michael Matthews sont victimes d'incidents mécaniques, réduisant grandement leurs chances pour le sprint final. Une ultime tentative de sortie de Greg Van Avermaet ne fonctionne pas, et comme à l'accoutumée c'est un sprint massif qui se prépare pour la dernière étape. Alors qu'Edvald Boasson Hagen semble le mieux placé, Caleb Ewan surgit derrière pour remporter sa troisième victoire sur ce Tour, et être le premier australien à s'imposer sur les Champs depuis Robbie McEwen en 2002.

## Résultats

### Classement de l'étape
| Classement de la 21e étape | Classement de la 21e étape | Classement de la 21e étape | Classement de la 21e étape | Classement de la 21e étape |
|                            | Coureur                    | Pays                       | Équipe                     | Temps                      |
| -------------------------- | -------------------------- | -------------------------- | -------------------------- | -------------------------- |
| 1er                        | Caleb Ewan                 | Australie                  | Lotto-Soudal               | en 3 h 4 min 8 s           |
| 2e                         | Dylan Groenewegen          | Pays-Bas                   | Jumbo-Visma                | + 0 s                      |
| 3e                         | Niccolò Bonifazio          | Italie                     | Total Direct Énergie       | + 0 s                      |
| 4e                         | Maximiliano Richeze        | Argentine                  | Deceuninck-Quick Step      | + 0 s                      |
| 5e                         | Edvald Boasson Hagen       | Norvège                    | Dimension Data             | + 0 s                      |
| 6e                         | André Greipel              | Allemagne                  | Arkéa-Samsic               | + 0 s                      |
| 7e                         | Matteo Trentin             | Italie                     | Mitchelton-Scott           | + 0 s                      |
| 8e                         | Jasper Stuyven             | Belgique                   | Trek-Segafredo             | + 0 s                      |
| 9e                         | Nikias Arndt               | Allemagne                  | Sunweb                     | + 0 s                      |
| 10e                        | Peter Sagan                | Slovaquie                  | Bora-Hansgrohe             | + 0 s                      |
| modifier                   |                            |                            |                            |                            |

### Points attribués
| Sprint intermédiaire Paris - Haut des Champs-Élysées - 3e passage sur la ligne (km 89,5) | Sprint intermédiaire Paris - Haut des Champs-Élysées - 3e passage sur la ligne (km 89,5) | Sprint intermédiaire Paris - Haut des Champs-Élysées - 3e passage sur la ligne (km 89,5) | Sprint intermédiaire Paris - Haut des Champs-Élysées - 3e passage sur la ligne (km 89,5) | Sprint intermédiaire Paris - Haut des Champs-Élysées - 3e passage sur la ligne (km 89,5) |
| ---------------------------------------------------------------------------------------- | ---------------------------------------------------------------------------------------- | ---------------------------------------------------------------------------------------- | ---------------------------------------------------------------------------------------- | ---------------------------------------------------------------------------------------- |
|                                                                                          | Coureur                                                                                  | Pays                                                                                     | Équipe                                                                                   | Point(s)                                                                                 |
| 1er                                                                                      | Nils Politt                                                                              | Allemagne                                                                                | Katusha-Alpecin                                                                          | 20                                                                                       |
| 2e                                                                                       | Jan Tratnik                                                                              | Slovénie                                                                                 | Bahrain-Merida                                                                           | 17                                                                                       |
| 3e                                                                                       | Thomas Scully                                                                            | Nouvelle-Zélande                                                                         | EF Education First                                                                       | 15                                                                                       |
| 4e                                                                                       | Omar Fraile                                                                              | Espagne                                                                                  | Astana                                                                                   | 13                                                                                       |
| 5e                                                                                       | Dries Devenyns                                                                           | Belgique                                                                                 | Deceuninck-Quick Step                                                                    | 11                                                                                       |
| 6e                                                                                       | Thomas De Gendt                                                                          | Belgique                                                                                 | Lotto-Soudal                                                                             | 10                                                                                       |
| 7e                                                                                       | George Bennett                                                                           | Nouvelle-Zélande                                                                         | Jumbo-Visma                                                                              | 9                                                                                        |
| 8e                                                                                       | Maxime Monfort                                                                           | Belgique                                                                                 | Lotto-Soudal                                                                             | 8                                                                                        |
| 9e                                                                                       | Enric Mas                                                                                | Espagne                                                                                  | Deceuninck-Quick Step                                                                    | 7                                                                                        |
| 10e                                                                                      | Kasper Asgreen                                                                           | Danemark                                                                                 | Deceuninck-Quick Step                                                                    | 6                                                                                        |
| 11e                                                                                      | Michał Kwiatkowski                                                                       | Pologne                                                                                  | Ineos                                                                                    | 5                                                                                        |
| 12e                                                                                      | Łukasz Wiśniowski                                                                        | Pologne                                                                                  | CCC                                                                                      | 4                                                                                        |
| 13e                                                                                      | Geraint Thomas                                                                           | Royaume-Uni                                                                              | Ineos                                                                                    | 3                                                                                        |
| 14e                                                                                      | Yves Lampaert                                                                            | Belgique                                                                                 | Deceuninck-Quick Step                                                                    | 2                                                                                        |
| 15e                                                                                      | Wout Poels                                                                               | Pays-Bas                                                                                 | Ineos                                                                                    | 1                                                                                        |
| modifier                                                                                 |                                                                                          |                                                                                          |                                                                                          |                                                                                          |

| Arrivée d'étape Paris - Avenue des Champs-Élysées - 9e passage sur la ligne (km 128) | Arrivée d'étape Paris - Avenue des Champs-Élysées - 9e passage sur la ligne (km 128) | Arrivée d'étape Paris - Avenue des Champs-Élysées - 9e passage sur la ligne (km 128) | Arrivée d'étape Paris - Avenue des Champs-Élysées - 9e passage sur la ligne (km 128) | Arrivée d'étape Paris - Avenue des Champs-Élysées - 9e passage sur la ligne (km 128) |
| ------------------------------------------------------------------------------------ | ------------------------------------------------------------------------------------ | ------------------------------------------------------------------------------------ | ------------------------------------------------------------------------------------ | ------------------------------------------------------------------------------------ |
|                                                                                      | Coureur                                                                              | Pays                                                                                 | Équipe                                                                               | Point(s)                                                                             |
| 1er                                                                                  | Caleb Ewan                                                                           | Australie                                                                            | Lotto-Soudal                                                                         | 50                                                                                   |
| 2e                                                                                   | Dylan Groenewegen                                                                    | Pays-Bas                                                                             | Jumbo-Visma                                                                          | 30                                                                                   |
| 3e                                                                                   | Niccolò Bonifazio                                                                    | Italie                                                                               | Total Direct Énergie                                                                 | 20                                                                                   |
| 4e                                                                                   | Maximiliano Richeze                                                                  | Argentine                                                                            | Deceuninck-Quick Step                                                                | 18                                                                                   |
| 5e                                                                                   | Edvald Boasson Hagen                                                                 | Norvège                                                                              | Dimension Data                                                                       | 16                                                                                   |
| 6e                                                                                   | André Greipel                                                                        | Allemagne                                                                            | Arkéa-Samsic                                                                         | 14                                                                                   |
| 7e                                                                                   | Matteo Trentin                                                                       | Italie                                                                               | Mitchelton-Scott                                                                     | 12                                                                                   |
| 8e                                                                                   | Jasper Stuyven                                                                       | Belgique                                                                             | Trek-Segafredo                                                                       | 10                                                                                   |
| 9e                                                                                   | Nikias Arndt                                                                         | Allemagne                                                                            | Sunweb                                                                               | 8                                                                                    |
| 10e                                                                                  | Peter Sagan                                                                          | Slovaquie                                                                            | Bora-Hansgrohe                                                                       | 7                                                                                    |
| 11e                                                                                  | Sonny Colbrelli                                                                      | Italie                                                                               | Bahrain-Merida                                                                       | 6                                                                                    |
| 12e                                                                                  | Marco Haller                                                                         | Autriche                                                                             | Katusha-Alpecin                                                                      | 5                                                                                    |
| 13e                                                                                  | Andrea Pasqualon                                                                     | Italie                                                                               | Wanty-Gobert                                                                         | 4                                                                                    |
| 14e                                                                                  | Julien Simon                                                                         | France                                                                               | Cofidis                                                                              | 3                                                                                    |
| 15e                                                                                  | Hugo Houle                                                                           | Canada                                                                               | Astana                                                                               | 2                                                                                    |
| modifier                                                                             |                                                                                      |                                                                                      |                                                                                      |                                                                                      |

|   | \| \| Coureur \| Pays \| Équipe \| Bonifications \| \| - \| ----------------- \| --------- \| -------------------- \| ------------- \| \| 1 \| Caleb Ewan \| Australie \| Lotto-Soudal \| 10 s \| \| 2 \| Dylan Groenewegen \| Pays-Bas \| Jumbo-Visma \| 6 s \| \| 3 \| Niccolò Bonifazio \| Italie \| Total Direct Énergie \| 4 s \| |           |                      |               |
|   | Coureur | Pays      | Équipe               | Bonifications |
| 1 | Caleb Ewan | Australie | Lotto-Soudal         | 10 s          |
| 2 | Dylan Groenewegen | Pays-Bas  | Jumbo-Visma          | 6 s           |
| 3 | Niccolò Bonifazio | Italie    | Total Direct Énergie | 4 s           |

### Cols et côtes
| Côte de Saint-Rémy-lès-Chevreuse (km 34) 4e catégorie (1,3km à 6,1%) | Côte de Saint-Rémy-lès-Chevreuse (km 34) 4e catégorie (1,3km à 6,1%) | Côte de Saint-Rémy-lès-Chevreuse (km 34) 4e catégorie (1,3km à 6,1%) | Côte de Saint-Rémy-lès-Chevreuse (km 34) 4e catégorie (1,3km à 6,1%) | Côte de Saint-Rémy-lès-Chevreuse (km 34) 4e catégorie (1,3km à 6,1%) |
| -------------------------------------------------------------------- | -------------------------------------------------------------------- | -------------------------------------------------------------------- | -------------------------------------------------------------------- | -------------------------------------------------------------------- |
|                                                                      | Coureur                                                              | Pays                                                                 | Équipe                                                               | Point(s)                                                             |
| 1er                                                                  | Tim Wellens                                                          | Belgique                                                             | Lotto-Soudal                                                         | 1                                                                    |
| modifier                                                             |                                                                      |                                                                      |                                                                      |                                                                      |

| Côte de Châteaufort (km 38) 4e catégorie (0,9km à 4,9%) | Côte de Châteaufort (km 38) 4e catégorie (0,9km à 4,9%) | Côte de Châteaufort (km 38) 4e catégorie (0,9km à 4,9%) | Côte de Châteaufort (km 38) 4e catégorie (0,9km à 4,9%) | Côte de Châteaufort (km 38) 4e catégorie (0,9km à 4,9%) |
| ------------------------------------------------------- | ------------------------------------------------------- | ------------------------------------------------------- | ------------------------------------------------------- | ------------------------------------------------------- |
|                                                         | Coureur                                                 | Pays                                                    | Équipe                                                  | Point(s)                                                |
| 1er                                                     | Yoann Offredo                                           | France                                                  | Wanty-Gobert                                            | 1                                                       |
| modifier                                                |                                                         |                                                         |                                                         |                                                         |

## Classements à l'issue de l'étape

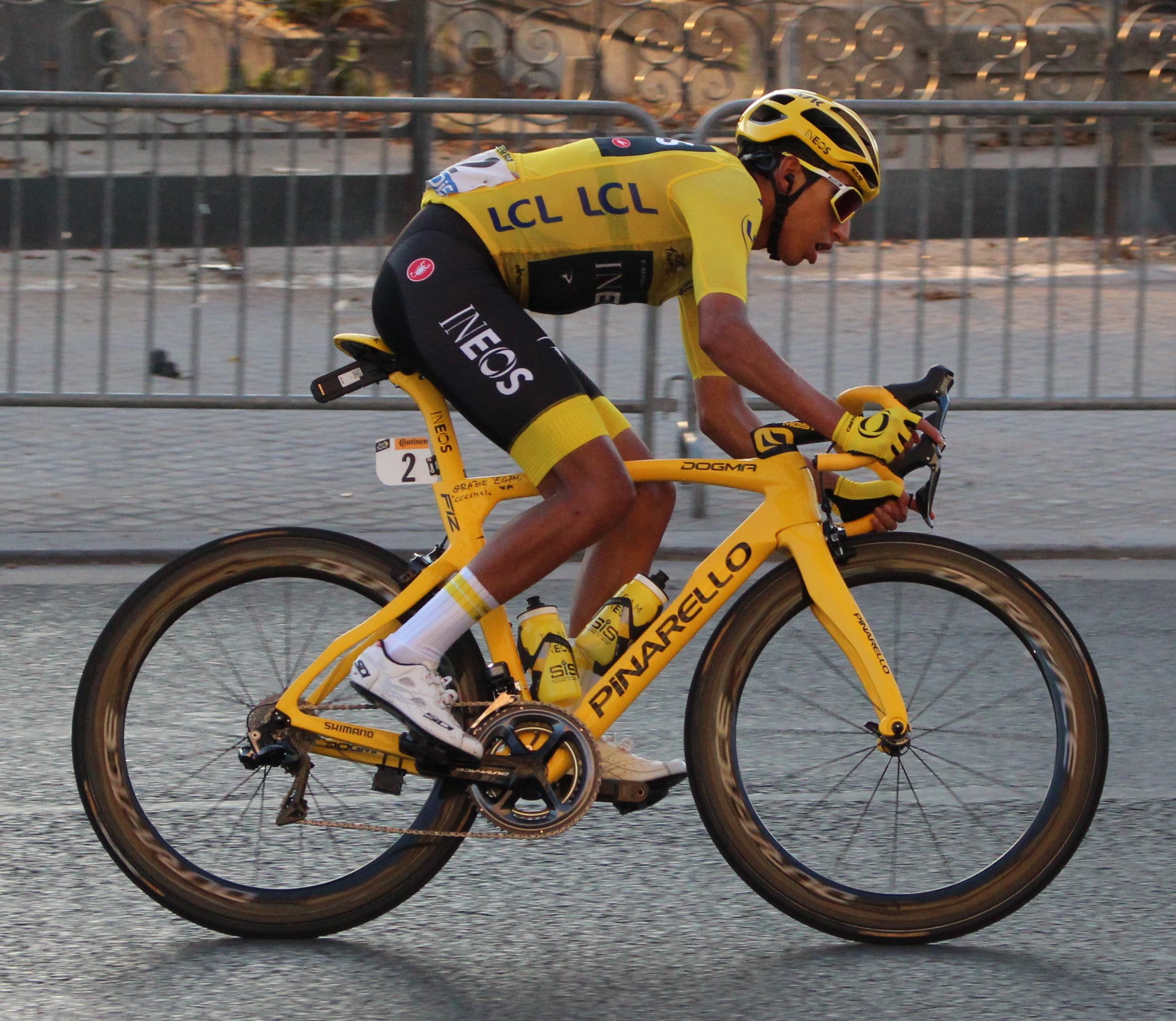
Egan Bernal en jaune sur le circuit final.

### Classement général
| Classement général | Classement général | Classement général | Classement général    | Classement général |
|                    | Coureur            | Pays               | Équipe                | Temps              |
| ------------------ | ------------------ | ------------------ | --------------------- | ------------------ |
| 1er                | Egan Bernal        | Colombie           | Ineos                 | en 82 h 57 min 0 s |
| 2e                 | Geraint Thomas     | Royaume-Uni        | Ineos                 | + 1 min 11 s       |
| 3e                 | Steven Kruijswijk  | Pays-Bas           | Jumbo-Visma           | + 1 min 31 s       |
| 4e                 | Emanuel Buchmann   | Allemagne          | Bora-Hansgrohe        | + 1 min 56 s       |
| 5e                 | Julian Alaphilippe | France             | Deceuninck-Quick Step | + 4 min 5 s        |
| 6e                 | Mikel Landa        | Espagne            | Movistar              | + 4 min 23 s       |
| 7e                 | Rigoberto Urán     | Colombie           | EF Education First    | + 5 min 15 s       |
| 8e                 | Nairo Quintana     | Colombie           | Movistar              | + 5 min 30 s       |
| 9e                 | Alejandro Valverde | Espagne            | Movistar              | + 6 min 12 s       |
| 10e                | Warren Barguil     | France             | Arkéa-Samsic          | + 7 min 32 s       |
| modifier           |                    |                    |                       |                    |

### Classement par points
| Classement par points | Classement par points | Classement par points | Classement par points | Classement par points |
| --------------------- | --------------------- | --------------------- | --------------------- | --------------------- |
|                       | Coureur               | Pays                  | Équipe                | Point(s)              |
| 1er                   | Peter Sagan           | Slovaquie             | Bora-Hansgrohe        | 316 points            |
| 2e                    | Caleb Ewan            | Australie             | Lotto-Soudal          | 248 pts               |
| 3e                    | Elia Viviani          | Italie                | Deceuninck-Quick Step | 224 pts               |
| 4e                    | Sonny Colbrelli       | Italie                | Bahrain-Merida        | 209 pts               |
| 5e                    | Michael Matthews      | Australie             | Sunweb                | 201 pts               |
| 6e                    | Matteo Trentin        | Italie                | Mitchelton-Scott      | 192 pts               |
| 7e                    | Jasper Stuyven        | Belgique              | Trek-Segafredo        | 167 pts               |
| 8e                    | Greg Van Avermaet     | Belgique              | CCC                   | 149 pts               |
| 9e                    | Dylan Groenewegen     | Pays-Bas              | Jumbo-Visma           | 146 pts               |
| 10e                   | Julian Alaphilippe    | France                | Deceuninck-Quick Step | 119 pts               |
| modifier              |                       |                       |                       |                       |

### Classement du meilleur jeune
| Classement général du meilleur jeune | Classement général du meilleur jeune | Classement général du meilleur jeune | Classement général du meilleur jeune | Classement général du meilleur jeune |
|                                      | Coureur                              | Pays                                 | Équipe                               | Temps                                |
| ------------------------------------ | ------------------------------------ | ------------------------------------ | ------------------------------------ | ------------------------------------ |
| 1er                                  | Egan Bernal                          | Colombie                             | Ineos                                | en 82 h 57 min 0 s                   |
| 2e                                   | David Gaudu                          | France                               | Groupama-FDJ                         | + 24 min 3 s                         |
| 3e                                   | Enric Mas                            | Espagne                              | Deceuninck-Quick Step                | + 58 min 20 s                        |
| 4e                                   | Laurens De Plus                      | Belgique                             | Jumbo-Visma                          | + 1 h 2 min 44 s                     |
| 5e                                   | Gregor Mühlberger                    | Autriche                             | Bora-Hansgrohe                       | + 1 h 4 min 40 s                     |
| 6e                                   | Giulio Ciccone                       | Italie                               | Trek-Segafredo                       | + 1 h 20 min 49 s                    |
| 7e                                   | Lennard Kämna                        | Allemagne                            | Sunweb                               | + 1 h 39 min 36 s                    |
| 8e                                   | Tiesj Benoot                         | Belgique                             | Lotto-Soudal                         | + 2 h 7 min 33 s                     |
| 9e                                   | Nils Politt                          | Allemagne                            | Katusha-Alpecin                      | + 2 h 14 min 28 s                    |
| 10e                                  | Élie Gesbert                         | France                               | Arkéa-Samsic                         | + 2 h 33 min 2 s                     |
| modifier                             |                                      |                                      |                                      |                                      |

### Classement du meilleur grimpeur
| Classement du meilleur grimpeur | Classement du meilleur grimpeur | Classement du meilleur grimpeur | Classement du meilleur grimpeur | Classement du meilleur grimpeur |
| ------------------------------- | ------------------------------- | ------------------------------- | ------------------------------- | ------------------------------- |
|                                 | Coureur                         | Pays                            | Équipe                          | Point(s)                        |
| 1er                             | Romain Bardet                   | France                          | AG2R La Mondiale                | 86 points                       |
| 2e                              | Egan Bernal                     | Colombie                        | Ineos                           | 78 pts                          |
| 3e                              | Tim Wellens                     | Belgique                        | Lotto-Soudal                    | 75 pts                          |
| 4e                              | Damiano Caruso                  | Italie                          | Bahrein-Merida                  | 67 pts                          |
| 5e                              | Vincenzo Nibali                 | Italie                          | Bahrein-Merida                  | 59 pts                          |
| 6e                              | Simon Yates                     | Royaume-Uni                     | Mitchelton-Scott                | 59 pts                          |
| 7e                              | Nairo Quintana                  | Colombie                        | Movistar                        | 58 pts                          |
| 8e                              | Alexey Lutsenko                 | Kazakhstan                      | Astana                          | 45 pts                          |
| 9e                              | Steven Kruijswijk               | Pays-Bas                        | Jumbo-Visma                     | 44 pts                          |
| 10e                             | Mikel Landa                     | Espagne                         | Movistar                        | 42 pts                          |
| modifier                        |                                 |                                 |                                 |                                 |

### Classement par équipes
| Classement par équipes | Classement par équipes | Classement par équipes | Classement par équipes |
|                        | Équipe                 | Pays                   | Temps                  |
| ---------------------- | ---------------------- | ---------------------- | ---------------------- |
| 1re                    | Movistar               | Espagne                | en 248 h 58 min 15 s   |
| 2e                     | Trek-Segafredo         | États-Unis             | + 47 min 54 s          |
| 3e                     | Ineos                  | Royaume-Uni            | + 57 min 52 s          |
| 4e                     | EF Education First     | États-Unis             | + 1 h 25 min 57 s      |
| 5e                     | Bora-Hansgrohe         | Allemagne              | + 1 h 29 min 30 s      |
| 6e                     | Groupama-FDJ           | France                 | + 1 h 42 min 29 s      |
| 7e                     | Jumbo-Visma            | Pays-Bas               | + 1 h 52 min 55 s      |
| 8e                     | AG2R La Mondiale       | France                 | + 2 h 8 min 17 s       |
| 9e                     | UAE Emirates           | Émirats arabes unis    | + 2 h 10 min 32 s      |
| 10e                    | Astana                 | Kazakhstan             | + 2 h 27 min 37 s      |
| modifier               |                        |                        |                        |

## Abandon(s)
Aucun

## Le maillot jaune du jour
Chaque jour, un maillot jaune différent est remis au leader du classement général, avec des imprimés rendant hommage à des coureurs ou à des symboles qui ont marqué l'histoire de l'épreuve, à l'occasion du centième anniversaire du maillot jaune.
Dernière étape dit dernier maillot jaune et c'est l'Arc de Triomphe qui est représenté pour le dernier maillot spécial de ce centenaire du maillot jaune.